# Stefania Stipal
Stefania Ernestyna Stipal ps. „Luna”, „Bogna” (ur. 20 sierpnia 1903 w Arłamowskiej Woli, zm. 24 kwietnia 2000) – polska nauczycielka, pedagog, instruktorka harcerka.

## Życiorys
Uczyła się we Lwowie u Benedyktynek Ormiańskich, a następnie w Prywatnym Gimnazjum im. Zofii Strzałkowskiej we Lwowie. Studia matematyczne i fizyczne odbyła na Uniwersytecie Jana Kazimierza. Była związana ze Związkiem Harcerstwa Polskiego od 1916 (od dnia jego powstania), zdobywając wszystkie stopnie harcerskie i instruktorskie. Po ukończeniu Uniwersytetu w 1924 roku została mianowana nauczycielką w Państwowym Męskim Seminarium Nauczycielskim w Stanisławowie, gdzie przez 9 lat uczyła matematyki i fizyki. Nauczała tam równocześnie w Żeńskim Seminarium oraz prywatnym Gimnazjum SS Urszulanek. W Stanisławowie prowadziła również hufiec harcerek.
W 1933 została mianowana Komendantką Lwowskiej Chorągwi Harcerek, która obejmowała 3 województwa: lwowskie, stanisławowskie i tarnopolskie. W związku z tym została przeniesiona do Lwowa, gdzie do 1938 uczyła matematyki w Gimnazjum im. Stefana Żeromskiego. Wtedy została mianowana Dyrektorką Państwowej Wyższej Szkoły Pedagogicznej.
Po wybuchu wojny, w warunkach okupacji sowieckiej wyłączone zostały polskie programy nauczania. Aby zapewnić je lwowskiej młodzieży rozpoczęła organizację tajnego nauczania. Przy pomocy wielu wybitnych lwowskich pedagogów zorganizowała 37 grup – klas z programami gimnazjum i wszystkich typów liceum. Wiązało się to z równie aktywną podziemną działalnością harcerską i funkcją Komendantki Lwowskiej Chorągwi Harcerskiej Szarych Szeregów (pseudonimy Bogna-Szarska).
Zagrożona aresztowaniem i zmuszona do opuszczenia Lwowa wyjechała z niego w 1945 roku wywożąc 105 teczek protokołów egzaminów maturalnych, po czym uczniowie ci otrzymali już w nowych granicach Polski świadectwa dojrzałości.
Przybyła do Przemyśla, gdzie została mianowana Dyrektorką I Żeńskiego Gimnazjum i Liceum. Wciąż pracowała w harcerstwie. Ze względów rodzinnych przeniosła się w 1946 roku do Sopotu, wykładając w Gdańsku fizykę i opiekując się nauczycielami tego przedmiotu w szkołach. Organizowała konferencje nauczycieli oraz wizytowała ich pracę. Kiedy ze względów politycznych (harcerstwo) utraciła w 1950 roku etat w Wyższej Szkole Pedagogicznej, podjęła pracę nauczycielki fizyki w V Państwowym Liceum Ogólnokształcącym w Gdańsku Oliwie, gdzie pozostała do chwili przejścia na emeryturę w 1971 roku. Od 1933 należała do Związku Nauczycielstwa Polskiego.
Wśród jej odznaczeń można wymienić Krzyż Walecznych z 1920, Srebrny Krzyż Zasługi, Brązowy Krzyż Zasługi z Mieczami oraz Odznakę „Orląt Lwowskich”. W 1995 powołana na Honorową Przewodniczącą Zarządu Okręgu Pomorskiego Związku Harcerstwa Rzeczypospolitej.